# Кулаково (Забайкальский край)
Кулаково — село в Нерчинском районе Забайкальского края России. Входит в состав сельского поселения «Пешковское».

## География
Село находится в южной части района, на левом берегу реки Урульги (приток Шилки), на расстоянии примерно 23 километров (по прямой) к юго-западу от города Нерчинска. Абсолютная высота — 617 метров над уровнем моря.
Климат
Климат характеризуется как резко континентальный, с продолжительной холодной зимой. Средняя температура самого тёплого месяца (июля) составляет 18 — 20 °С (абсолютный максимум — 38 °С). Средняя температура самого холодного месяца (января) — −28 — −30 °С (абсолютный минимум — −54 °С). Годовое количество осадков — 300—350 мм. Продолжительность безморозного периода составляет 100—110 дней.
Часовой пояс
Село Кулаково находится в часовой зоне МСК+6. Смещение применяемого времени относительно UTC составляет +9:00.

## История
Основано в середине XVIII века. С 1830 года велась добыча самоцветов. В период с 1873 по 1918 годы являлась центром Кулаковской станицы 3-го военного отделения Забайкальского казачьего войска. В 1930 году, в ходе коллективизации, в селе были организованы две сельскохозяйственные артели, которые годом позднее слились в артель «Сталин» (позднее — отделение колхоза «Забайкалец»).

## Население
| 1989 | 2002 | 2010 | 2021 |
| ---- | ---- | ---- | ---- |
| 82   | ↗83  | ↘72  | ↘57  |

Половой состав
По данным Всероссийской переписи населения 2010 года в гендерной структуре населения мужчины составляли 51,4 %, женщины — соответственно 48,6 %.
Национальный состав
Согласно результатам переписи 2002 года, в национальной структуре населения русские составляли 98 % из 83 чел.

## Инфраструктура
В селе функционируют средняя общеобразовательная школа и сельская участковая больница.

## Улицы
Уличная сеть села состоит из одной улицы (ул. Центральная).